# Danmarksfilmen (dokumentarfilm)
Danmarksfilmen er en dansk dokumentarfilm fra 1926 efter manuskript af Valdemar Andersen.

## Handling
Optagelser fra den danske natur, historiske egne, folkeliv og erhversliv. Filmen tager tilskuerne med hele Danmark rundt og viser Danmarks gamle kulturminder, landbrug, industri, hovedstaden København samt Grønland og Færøerne.

## Medvirkende
- Kong Christian 10.
- Dronning Alexandrine
- Niels Bohr
- August Krogh